# KS Selenicë
Maillots
Le KS Selenicë est un club albanais de football basé à Selenicë.

## Historique du club
- 1930 - fondation du club
- 1992 - 1re participation à la Super League (1re division)